# Erythrogonia warsula
Erythrogonia warsula är en insektsart som beskrevs av Medler 1963. Erythrogonia warsula ingår i släktet Erythrogonia och familjen dvärgstritar. Inga underarter finns listade i Catalogue of Life.